# Ava Gardner
Ava Lavinia Gardner (født 24. december 1922, død 25. januar 1990) var en amerikansk skuespiller, der i 1954 blev nomineret til en Oscar for bedste kvindelige hovedrolle for sin medvirken i Mogambo (1953).